# معاذ حسين
معاذ حسين (مواليد محافظة الدقهلية – مقيم في القاهرة) هو مصمم جرافيك وكاتب مصري ناشئ.
طالب بكلية الزراعة – جامعة عين شمس. عرف بإصداره الأول "دماغ مصمم" (2025)، الصادر عن دار عامر للنشر، والذي وصف بأنه "مرآة لعقل المصمم العربي".
السيرة الذاتية والتعليم:
يدرس بكلية الزراعة – جامعة عين شمس.
يمتلك خبرة عملية في التصميم الجرافيكي والتسويق 5 سنوات من الخبرة ، حيث جمع بين المهنة والتدوين لتقديم تجربة متكاملة.
يهتم بالهوية المرئية، الخط العربي، واللغة الشبابية التعبيرية.
المؤلفات:
دماغ مصمم (2025): دراسة في عالم التصميم من منظور المصمم المصري والعربى بصفة عامة بأسلوب واقعي ساخر.
أعلن عن إصدار قيد الإعداد بعنوان "دماغ مسوّق".
يعمل على نسخة موسّعة من كتابه الأول.
1. ↑  Behance. "Moaaz Hussien - Graphic designer , Advertising Company in Egypt". Behance (بالإنجليزية). Retrieved 2025-08-17.
2. ↑  "دماغ مصمم". دار عامر. اطلع عليه بتاريخ 2025-08-17.